# Џонсон (Небраска)
Џонсон (енгл. Johnson) град је у америчкој савезној држави Небраска.

## Демографија
По попису из 2010. године број становника је 328, што је 48 (17,1%) становника више него 2000. године.
| Група             | 2000.       | 2010.       |
| Белци             | 273 (97,5%) | 311 (94,8%) |
| Афроамериканци    | 0 (0,0%)    | 0 (0,0%)    |
| Азијати           | 1 (0,4%)    | 1 (0,3%)    |
| Хиспаноамериканци | 1 (0,4%)    | 12 (3,7%)   |
| Укупно            | 280         | 328         |